# The Wash
För andra betydelser, se Wash.

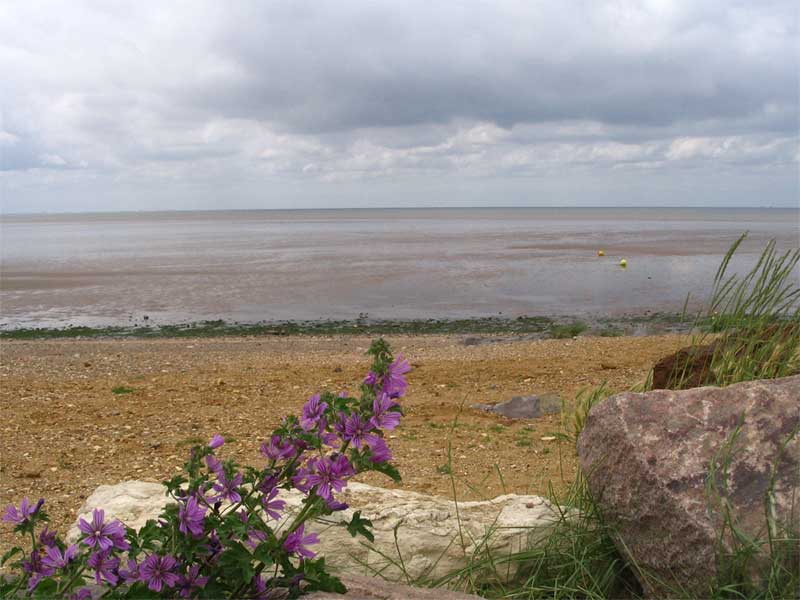
The Wash sett från Heacham (söder om Hustanton)

The Wash är ett estuarium på nordvästsidan av East Anglia på östkusten av England, där Norfolk möter Lincolnshire. Floderna Witham, Welland, Nene och Great Ouse mynnar ut i The Wash.